# 介護保険事業計画
介護保険事業計画（かいごほけんじぎょうけいかく）は、介護保険法に基づき地方自治体が策定する介護保険の保険給付を円滑に実施するための計画である。これには市町村が策定する「市町村介護保険事業計画」（介護保険法第117条）と都道府県が策定する「都道府県介護保険事業支援計画」（介護保険法第118条）がある。

## 定義
2000年の介護保険法施行に向けて、地方自治体への策定が義務づけられた。区域の設定、各年度における種類ごとの介護サービス量の見込み、各年度における必要定員総数等を設定し、計画に基づき、介護保険料が設定される。
これは3年毎の計画の策定が義務付けられている。計画期間は当初は5年間であったが、2005年の法改正で3年毎になっている。
これまでに以下の期間の計画が定められている。
- 2000 - 2005年 第1次介護保険事業計画
- 2003 - 2007年 第2次介護保険事業計画
- 2006 - 2008年 第3次介護保険事業計画
- 2009 - 2011年 第4次介護保険事業計画
- 2012 - 2014年 第5次介護保険事業計画
- 2015 - 2017年 第6次介護保険事業計画
- 2018 - 2020年 第7次介護保険事業計画
- 2021 - 2023年 第8次介護保険事業計画